# Ourapteryx taiwana
Ourapteryx taiwana är en fjärilsart som beskrevs av Alfred Ernest Wileman 1910. Ourapteryx taiwana ingår i släktet Ourapteryx och familjen mätare. Inga underarter finns listade i Catalogue of Life.

## Bildgalleri

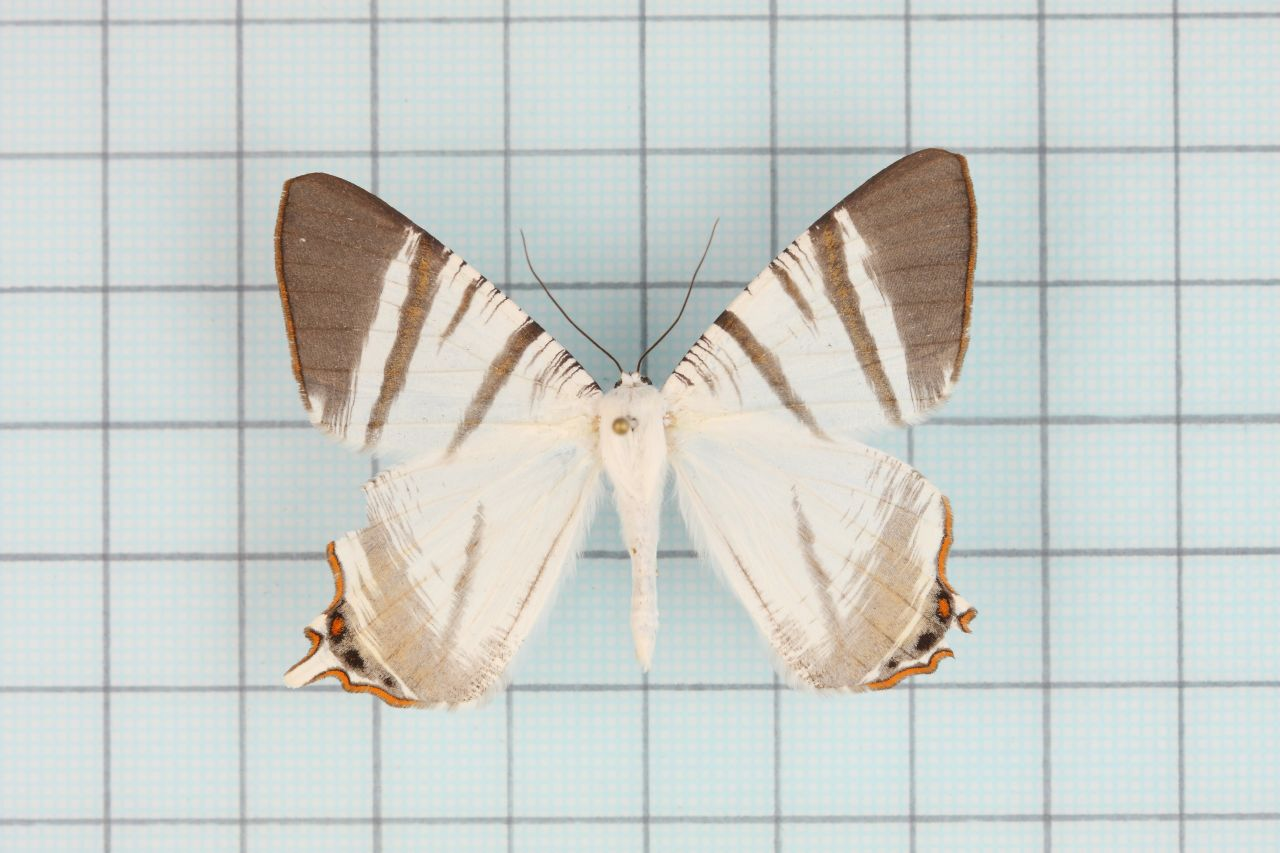
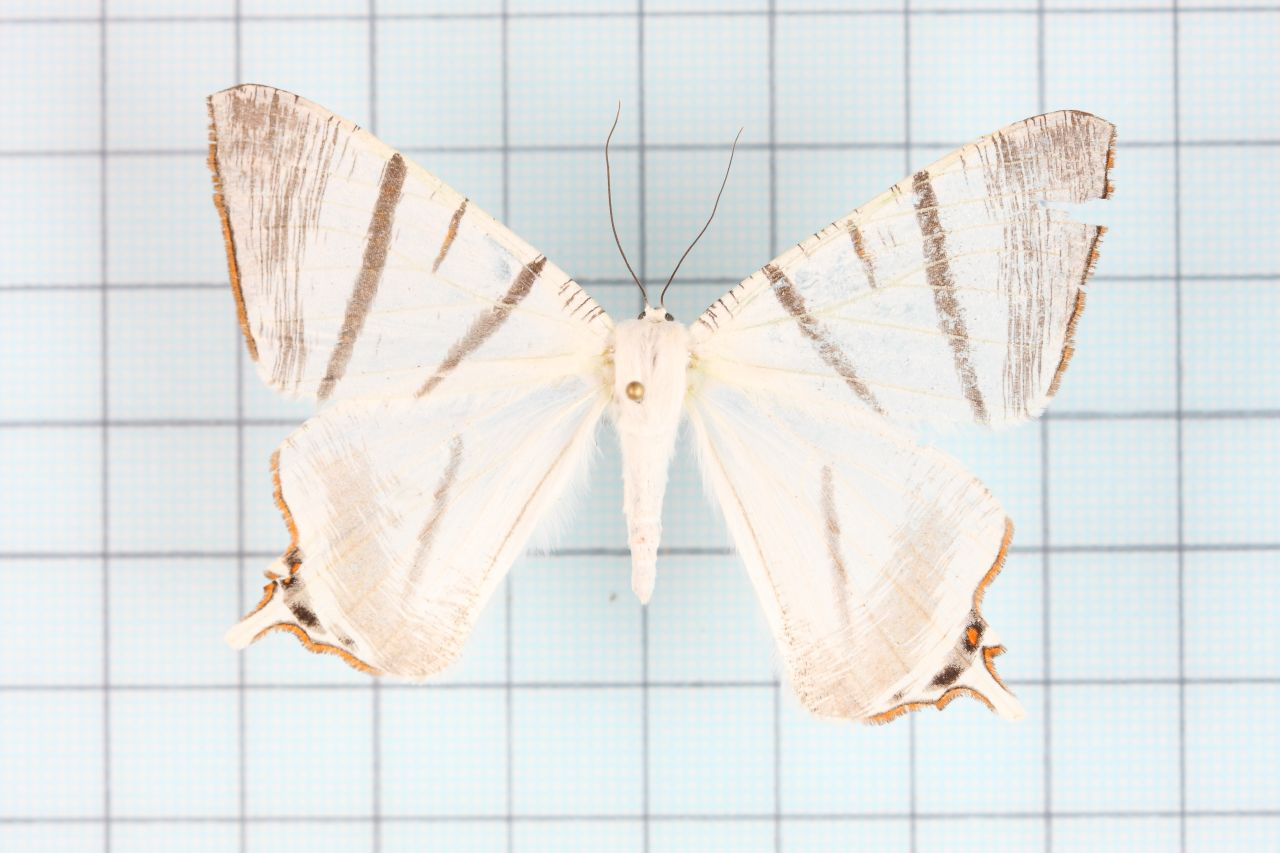
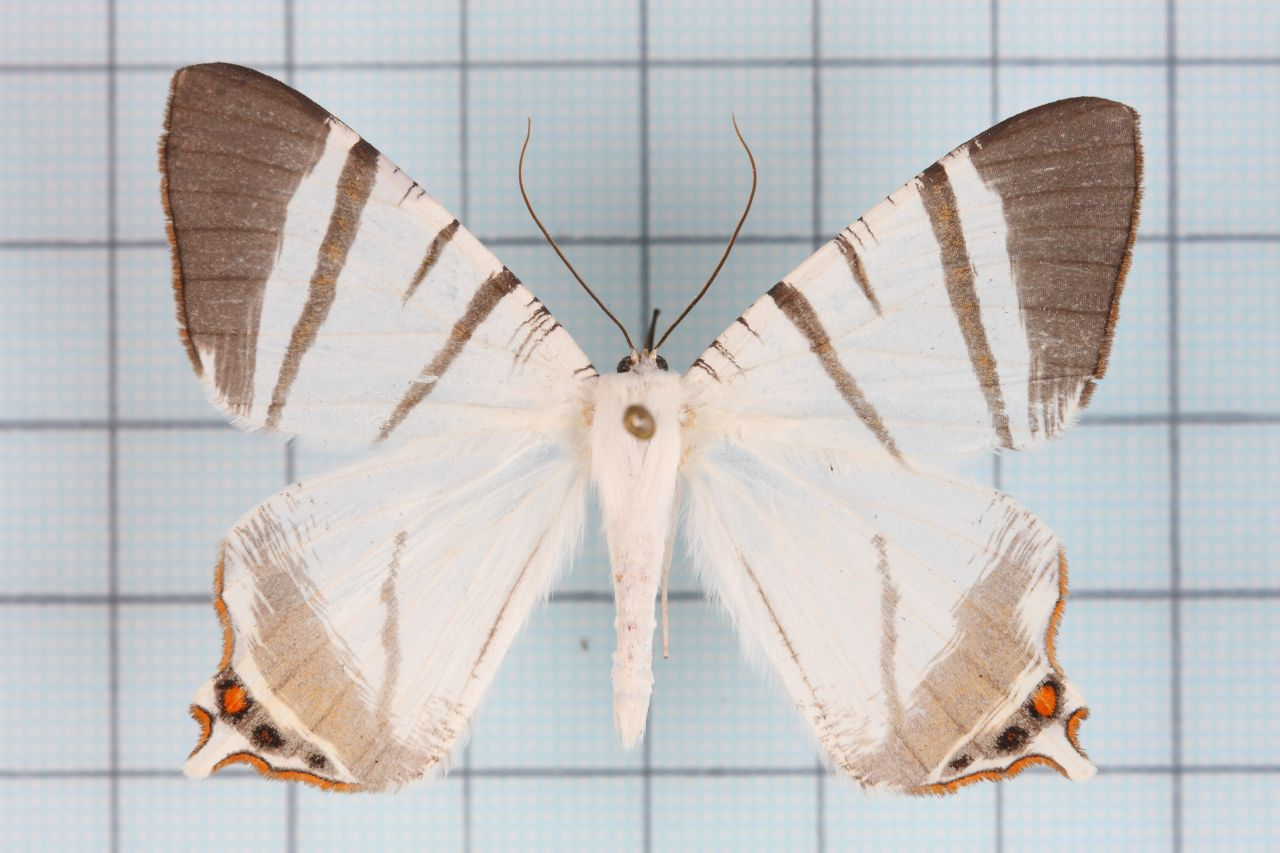
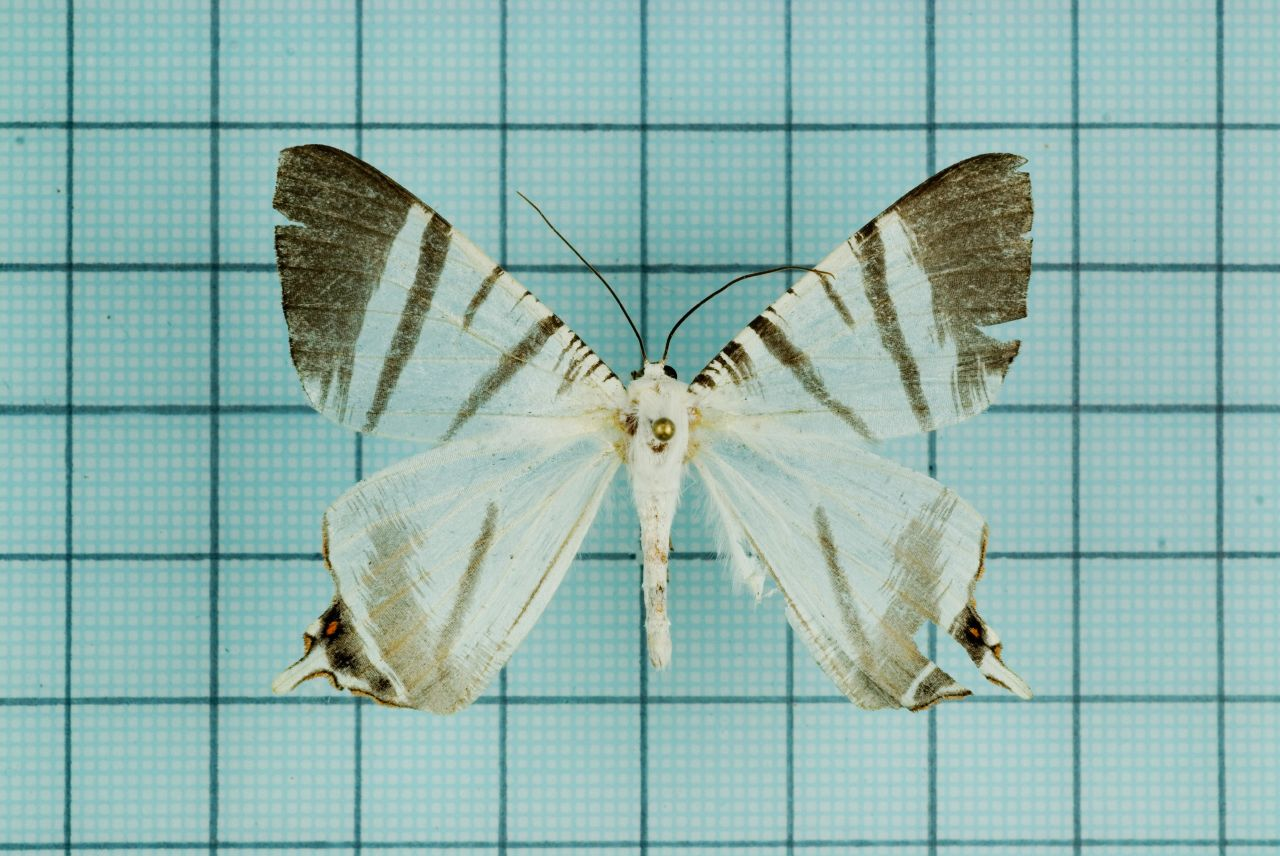
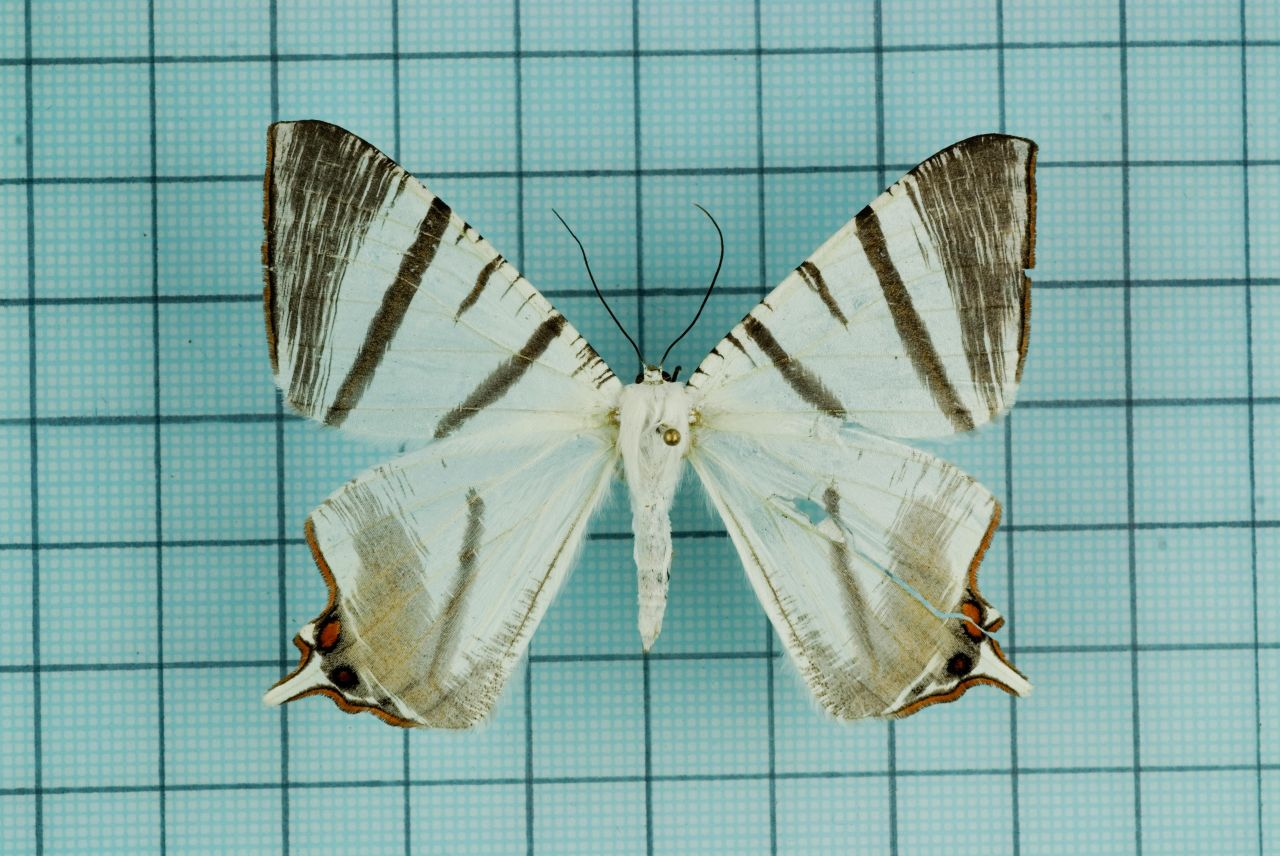